# 美しきガラテア
『美しきガラテア』（ドイツ語: Die schöne Galathée）は、フランツ・フォン・スッペによる全1幕のオペレッタ（ウィンナ・オペレッタ）。ジャック・オッフェンバックの『美しきエレーヌ』に対抗した。
台本はギリシア神話から題材を得たポリー・ヘンリオン（Poly Henrion、本名Leonhard Kohl von Kohlenegg）によるもので、1865年6月30日にベルリンの野外劇場で初演された。同年9月9日にカール劇場でウィーン初演された。
日本では2004年にセルリアンタワー能楽堂で東京テアターにより『ピグマリオン～オペレッタ「美しきガラテア」～』の題で日本語上演されている。
全国ラジオネットワーク加盟33局の共同制作番組「ニュース・パレード」において，1959年5月1日の放送開始から1978年に変更されるまでまで，オープニング曲としてこの曲の冒頭部が使用された。

## 登場人物
- ピュグマリオーン（Pygmalion） - 若い彫刻家（テノール）
- ガニメート（Ganymed） - 召使いの少年（メッツォソプラノ）
- ミダス（Mydas） - 美術品収集家（テノール）
- ガラテア（Galathée） - 美しいヌードの石像（ソプラノ）

## 物語

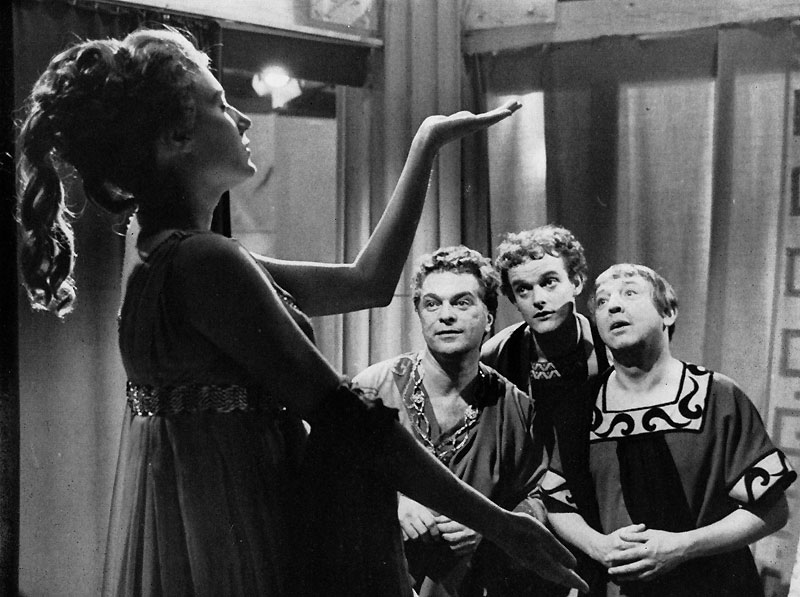
『美しきガラテア』の一場面

彫刻家ピュグマリオーンのアトリエにて。ピュグマリオーンは外出していたので、召使いのガニメートはワインを飲んで上機嫌であった。そこに美術収集家のミダスがやって来て、製作中のガラテアを見せろとガニメートに頼む。駄目だと断るガニメートであったが、結局は買収され、ミダスにガラテアを見せる。ミダスはたちまちガラテアの虜となり、「私のガラテア物語」と歌う。そこへピュグマリオーンが帰ってきて、ミダスを追い出す。
ピュグマリオーンはガラテアを自分だけのものにしようと思っていた。思慮分別があり、美しく、上品なガラテアは、ピュグマリオーンの理想の女性としての資質を備えていた。しかし、彼女にはたった一つだけ欠点があった。それは、彼女が石の彫刻だということである。ピュグマリオーンは美の神ウェヌスに頼む。ガラテアを生きた女性にして欲しいと。そしてガラテアは生きた人間となり、ピュグマリオーンを感嘆させる。人間となったガラテアは、「不思議なことが起こった」とワルツを歌う。お腹の空いたガラテアは、ピュグマリオーンに食べ物を求める。そしてピュグマリオーンが買い物に行った留守にガニメートが現れ、ガラテアと恋の火遊びをする。そこへミダスも現れ、ガラテアに宝石を与えて彼女を飾る。
帰ってきたピュグマリオーンは、生きたガラテアが理想の女性などではなく、他の女たちと一つも違うところのない人間であることを知る。すなわち、生きたガラテアは、気分屋で、気位が高く、衣服や装飾品が好きで、虚栄心が強く、不実、と女のあらゆる欠点を備えていると知ったのだった。ピュグマリオーンは失望し、ゼウスに頼んでガラテアを再び石像に戻してもらう。ピュグマリオーンは石に戻ったガラテアをミダスに売り、ガラテアは全ての女性を愛するこの美術収集家のコレクションに加えられる。